# Liste der Bischöfe von Bitonto
Die folgenden Personen waren Bischöfe von Bitonto (Italien):
- Andreone oder Andreano (um 743)[1]
- Johannes/Johannocarus (1176–1180?)
- ...[2]
- Dominicus (1240–1252, wahrscheinlich ab 1243 im Exil)
- Pancratius aus Rocca di Papa, O.P. (1253–1258, im Exil 1255–1258)[3]
- ...[4]
- Teodorico Borgognoni, OP (1262–1266, im Exil), wird Bischof von Cervia
- Bernhard Caracciolo (1266–1280)
- Pardus (1280)[5]
- Leucius Corasius (1283–?)[6]
- Johannes von Ostuni (1317 – ?)
- Stephanus (1346, †1348)
- Robertus (1348)
- Jacobus Falconieri (1348–1373), vorher Bischof von Aquino
- Blasius Dominici (1373–1380)
- Avignonesische Obödienz:
  - Petrus de Valle OESA (1380–1384), vorher Bischof von Lavello, wird Erzbischof von Tyrus
  - Nicolaus de Guiscardis (1384–1414?)
- Römische Obödienz:
  - Enrico Minutoli (1382–1383)
  - Jacobus (1383)
  - Johannes (1391–1399)
  - Antonius, O.F.M. (1399–1423), war Bischof von Bitetto
- Paulus Alfatati (1424–1457), war Bischof von Polignano
- Antonio di Reggio, O.P. (1457–1472)
- Andreas Poltroni (1472–1484) wird Bischof von Sutri
- Giovanni Battista Pontini (1484–1500) war Bischof von Sutri
  - Giovanni Battista Orsini Senior (1500–1501) (Apostolischer Administrator)
- Giovanni Battista Orsini Junior (1501–1517), Neffe des vorigen
  - Giulio de’ Medici (Februar bis November 1517) (Apostolischer Administrator)
- Giacomo Orsini (1517–1530)
  - Alessandro Farnese (1530–1532) (Apostolischer Administrator)
- Lopez Alarcón (1532–1537)
  - Alessandro Farnese (1537–1538) (Apostolischer Administrator)
- Sebastiano Deli di Castel Durante (1538–1544)
  - Alessandro Farnese (1544) (Apostolischer Administrator)
- Cornelio Musso, O.F.M.Conv. (1544–1574)
- Giovanni Pietro Fortiguerra (1574–1593)
- Flaminio Parisio (1593–1603)
- Girolamo Bernardino Pallantieri, O.F.M. (1603–1619)
- Giovanni Battista Stella (1619–1622)
- Fabrizio Carafa (1622–1651)
- Alessandro Crescenzi, C.R.S. (1652–1668)
- Tommaso Acquaviva d’Aragona, O.P. (1668–1672)
- Francesco Antonio Gallo (1672–1685)
- Filippo Massarenghi, C.O. (1686–1688)
- Carlo de Ferrari (1689–1700)
- Giovanni Battista Capano, C.R. (1700–1720)
- Domenico Maria Cedronio, O.P. (1720–1722)
- Luca Antonio della Gatta (1722–1737) (auch Bischof von Melfi)
- Giovanni Barba (1737–1749)
- Nicola Ferri (1750–1770) (auch Bischof von Ascoli Satriano)
- Orazio Berarducci (1770–1801)
- Sedisvakanz (1801–1819)
- Vincenzo Maria Manieri, O.F.M.Conv. (1819–1834)
- Sedisvakanz (1834–1838)
- Nicola Marone (1838–1853)
- Vincenzo Materozzi (1853–1884)
- Luigi Bruno (1884–1893)
- Tommaso de Stefano (1893–1898) (auch Erzbischof von Trani und Barletta)
- Pasquale Berardi (1898–1921) (auch Erzbischof von Gaeta)
- Placido Ferniani (1922–1925)
- Domenico Del Buono (1925–1929)
- Andrea Taccone (1929–1949)
  - Marcello Mimmi (1949–1950) (Apostolischer Administrator)
- Aurelio Marena (1950–1978)
  - Salvatore Isgrò (1978–1981) (Apostolischer Administrator)
  - Aldo Garzia (1981–1982) (Apostolischer Administrator)
- Andrea Mariano Magrassi, O.S.B. (1982–1986) (auch Erzbischof von Bari)

Fortsetzung unter Liste der Erzbischöfe von Bari